# (3324) Avsyuk
(3324) Avsyuk (1983 CW1; 1974 CE; 1972 TG6; 1963 SU; 1961 DC; 1959 VC) ist ein ungefähr 18,5 Kilometer großer Asteroid des mittleren Hauptgürtels, der am 4. Februar 1983 vom tschechischen (damals: Tschechoslowakei) Astronomen Antonín Mrkos (1918–1996) am Kleť-Observatorium auf dem Kleť in der Nähe von Český Krumlov in der Tschechischen Republik (IAU-Code 046) entdeckt wurde. Die Bahnelemente von (3322) Turgenev ähneln sich mit denen der Asteroiden (58) Concordia, (103) Hera und (109) Felicitas.

## Benennung
(3324) Avsyuk wurde nach Juri Nikolajewitsch Awsjuk (1934–2017; russisch Юрий Николаевич Авсю́к, englisch Yurii Nikolaevich Avsyuk, wissenschaftliche Transliteration Jurij Nikolaevič Avsjuk) benannt, der ein russisch-sowjetischer Geodät und Gravimetriker war. Er arbeitete während dem Internationalen Geophysikalischen Jahr 1957/1958 mit dem Entdecker des Asteroiden, Antonín Mrkos, in der Antarktis zusammen.